# قائمة الأضرحة الهرمية في أمريكا الشمالية

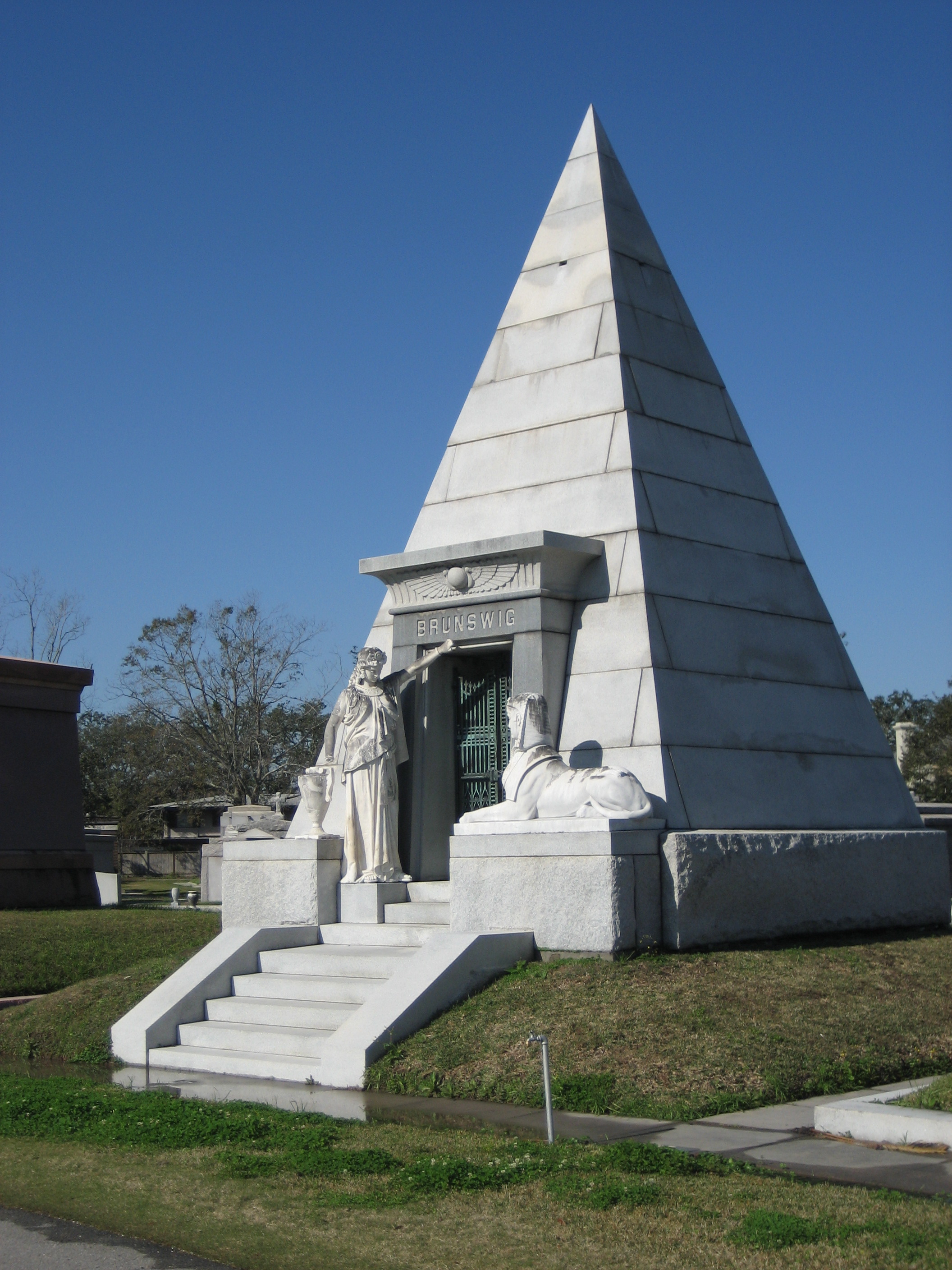
قبر على شكل نصب تذكاري مصري زائف، مقبرة ميتايري، نيو أورلينز

هذه قائمة أضرحة الأهرام في أمريكا الشمالية. كان إحياء العمارة الجنائزية المصرية من أباطرة الأعمال الأمريكيين الذين أرادوا تذكرهم لفترة طويلة كما الملوك المصريين القدماء.

## الأفراد والعائلات

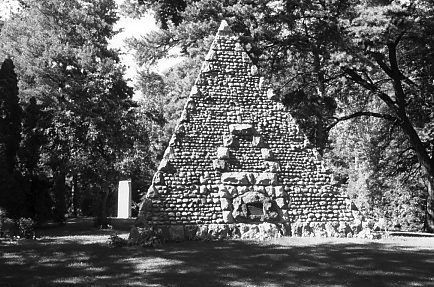
نصب جونكيل التذكاري، توليدو، أوهايو

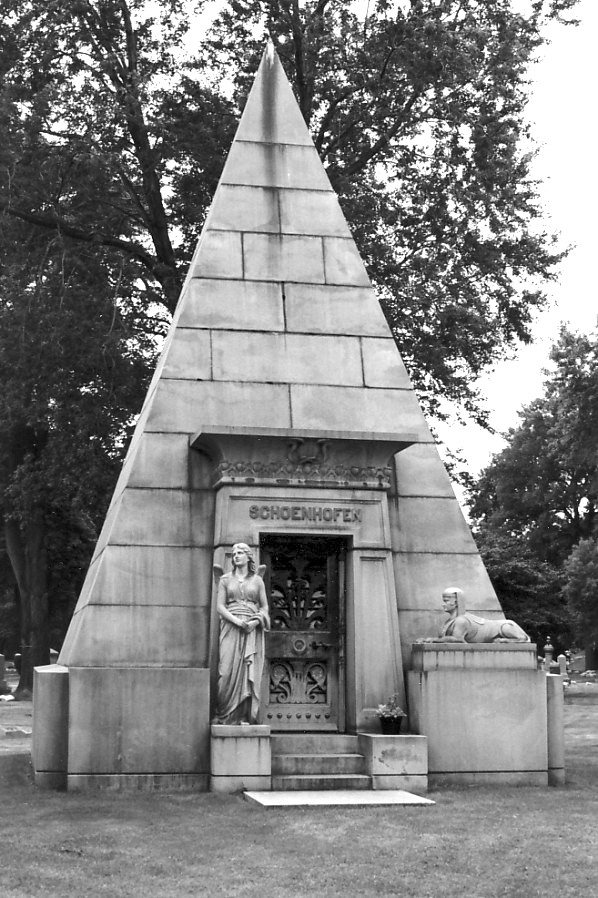
ضريح شوينهوفن

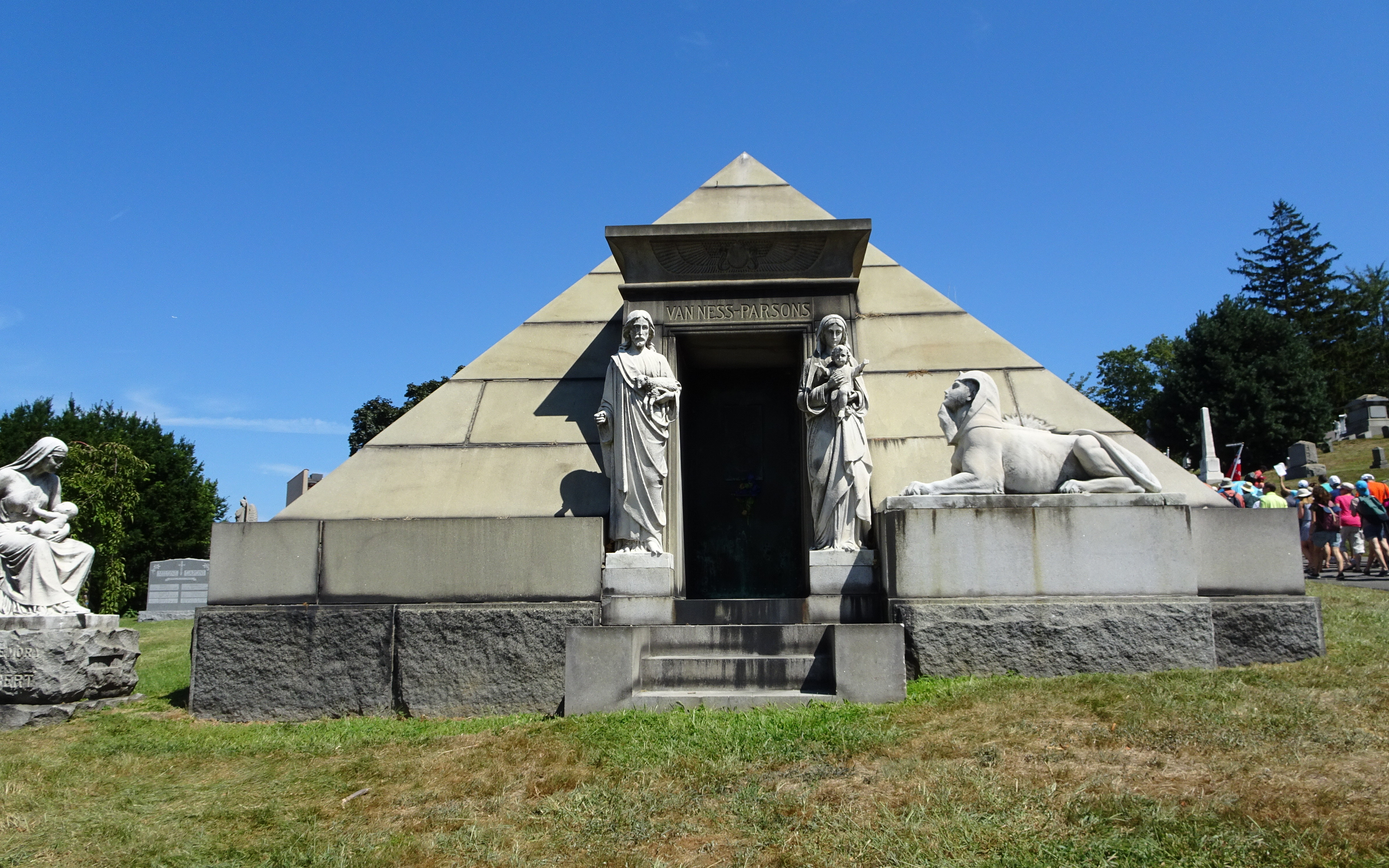
فان نيس وبارسونز، بروكلين

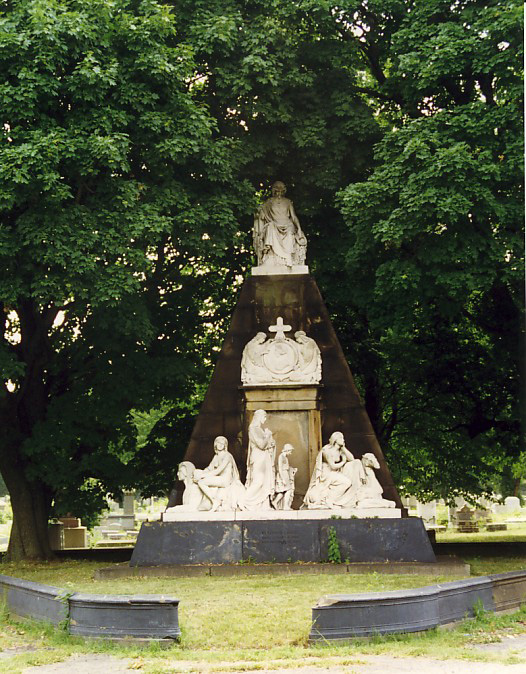
نصب غارديل التذكاري في مقبرة ماونت فيرنون، فيلادلفيا، بنسلفانيا

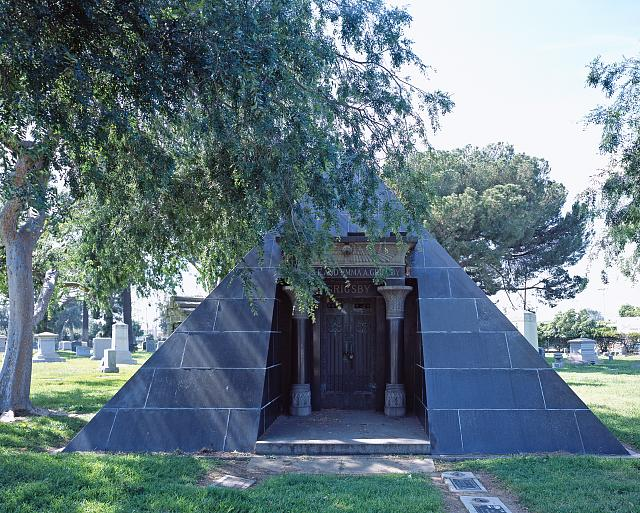
ضريح لويس يوجين جريجسبي

- ضريح هرم هنري بيرغ، مقبرة جرين وود، بروكلين، نيويورك
- ضريح برادبري، مقبرة ماونتن فيو (أوكلاند، كاليفورنيا)
- ليزلي سي براند، براند بارك، جلينديل، كاليفورنيا
- هرم ويليام هاري براون، مقبرة هوموود، بيتسبرغ، بنسلفانيا (1898-1899)
- هرم ماركوس براون، مقبرة أواهيل، غراند رابيدز، ميشيغان
- ضريح برونزويغ، مقبرة ميتايري، نيو أورلينز، لويزيانا
- مقبرة نيكولاس كيج المستقبلية، مقبرة سانت لويس رقم 1، نيو أورلينز، لويزيانا[6]
- الهرم التذكاري الكونفدرالي، مقبرة هوليوود، ريتشموند، فيرجينيا
- هرم دورن، مقبرة أودفيلوز، سان لويس أوبيسبو، كاليفورنيا
- نصب غارديل التذكاري، مقبرة ماونت فيرنون، فيلادلفيا، بنسلفانيا
- ضريح لويس يوجين جريجسبي - مقبرة انجيلوس روسديل، لوس أنجلوس، كاليفورنيا
- نصب جون جونكل التذكاري، مقبرة وودلون (توليدو، أوهايو)، توليدو، أوهايو
- ضريح عائلة هارمز، مقبرة فلاور هيل (شمال بيرغن، نيو جيرسي)
- هرم مارك هوارد، مقبرة سيدار هيل، هارتفورد، كونيتيكت
- جورج دبليو بي هانت، قبر هانت، فينيكس، أريزونا
- مقبرة هرم الرائد إي سي لويس، مقبرة جبل أوليفيت، ناشفيل، تينيسي
- ضريح لونج ستريت، مقبرة أوكوود، سيراكيوز، نيويورك
- م. ضريح هرم ميلر، مقبرة ماونتن فيو، أوكلاند، كاليفورنيا
- عائلة مونجين، مقبرة بونافنتورا، سافانا، جورجيا
- تشارلز ديبريلي بوستون، بوستون بوت، فلورنسا، أريزونا
- مقبرة عائلة روكر، مقبرة دائمة الخضرة، إيفريت، واشنطن
- هرم سهلبرغ، مقبرة سانتا باربرا، سانتا باربرا، كاليفورنيا
- ضريح هرم شوينهوفن، مقبرة غريسلاند، شيكاغو، إلينوي
- شاتو (الاسم فوق المدخل) مقبرة أنجيلوس روسديل، لوس أنجلوس، كاليفورنيا
- هرم الدكتور إيرا سميث، مقبرة كنيسة جريس الأسقفية، سانت فرانسيسفيل، لويزيانا
- وم. هرم سميث، مقبرة ماجنوليا، تشارلستون، كارولينا الجنوبية
- ضريح فان نيس / بارسونز، مقبرة جرين وود، بروكلين، نيويورك
- عائلة فاندربيلت، مقبرة مورافيا، جزيرة ستاتين، نيويورك
- جويل باركر ويتني، سبرينغ فالي رانش، روكلين، كاليفورنيا